# Hans-Jürgen Karp
Hans-Jürgen Karp (* 20. Februar 1935 in Marienwerder, Regierungsbezirk Westpreußen; † 29. Oktober 2023 in Hamburg) war ein deutscher Historiker und Herausgeber.

## Leben
Hans-Jürgen Karp studierte Philosophie an der Universität Bonn, wo er 1969 mit der Dissertation Begriff und Wirklichkeit der Grenzen in Ostmitteleuropa während des Mittelalters promoviert wurde. Hauptberuflich war er von 1973 bis 1998, zuletzt als stellvertretender Direktor, am Herder-Institut in Marburg tätig. 
Bereits 1956 trat er dem Historischen Verein für Ermland bei, dessen Vorstand er ab 1967 angehörte, bis 1989 als Schriftführer, 1989–2014 als Erster Vorsitzender, 2014–2018 als stellvertretender Vorsitzender. Der Verein ernannte ihn 2018 zum Ehrenvorsitzenden. Er wurde 1973 in die Historische Kommission für ost- und westpreußische Landesforschung gewählt, deren Vorstand er 1989–2014 als Beisitzer angehörte. Außerdem wirkte er seit 1979 im Johann Gottfried Herder-Forschungsrat.
Von 1982 bis 1990 war er Herausgeber der Zeitschrift für Ostmitteleuropa-Forschung (ZfO), Schriftleiter der Zeitschrift für Geschichte und Altertumskunde Ermlands sowie Mitautor bei Jahrbuch Preußenland. 1989 übernahm er, in der Nachfolge von Brigitte Poschmann, den Vorsitz beim Historischen Verein für Ermland (HVE).
Er verfasste Monografien und Aufsätze über die Geschichte Ostmitteleuropas seit dem Mittelalter, über die Bildungssysteme nach Kriegsende in Polen und der Tschechoslowakei sowie über ethnische und konfessionale Differenzierungen in Polen nach 1990. 1981 gab er das Bürgerbuch 1731–1851 von Mesernitz nach Konrad Rittershausen heraus. Es folgten biografische Schriften über Persönlichkeiten der katholischen Kirche wie Tiedemann Giese, August Hlond, Stanislaus Hosius, Johannes Paul II., Maximilian Kaller, Franz Kuhschmalz, Franz Scholz, Christoph Andreas Johann Szembek, Carl Maria Splett, Bernhard Stasiewski und Andreas Thiel.

## Schriften (Auswahl)
- Östliches Mitteleuropa. Landkarte (= Forschungen und Quellen zur Kirchen- und Kulturgeschichte Ostdeutschlands, Heft 9). Böhlau Verlag, Köln 1972.
- Grenzen in Ostmitteleuropa während des Mittelalters. Ein Beitrag zur Entstehungsgeschichte der Grenzlinie aus dem Grenzsaum (= Forschungen und Quellen zur Kirchen- und Kulturgeschichte Ostdeutschlands, Bd. 9). (zugleich Dissertation 1969), Böhlau, Köln 1972, ISBN 3-412-93172-1.
- Kirche und staatliche Bildungsreform in Polen (= Dokumentation Ostmitteleuropa, Heft 2/3). Johann-Gottfried-Herder-Institut, Marburg 1975.
- Erziehung zum Patriotismus in Polen (= Dokumentation Ostmitteleuropa, Jg. 4, H. 6 = Jg. 28, H. 6). Johann-Gottfried-Herder-Institut, Marburg 1978.
- mit Hermann Böhm: Polnische Stimmen zum ersten Pontifikatsjahr Johannes Pauls II. (= Dokumentation Ostmitteleuropa, Heft 1). Johann-Gottfried-Herder-Institut, Marburg 1980.
- als Hrsg.: Konrad Rittershausen, Hans Jokisch: Das Bürgerbuch von Meseritz, 1731–1851. Międzyrzecz (Polen) (= Wissenschaftliche Beiträge zur Geschichte und Landeskunde Ost-Mitteleuropas, Nr. 114). Johann-Gottfried-Herder-Institut, Marburg 1981, ISBN 3-87969-163-0.
- mit Walter Sperling, Wilhelm Wöhlke: Der Geographieunterricht im Bildungssystem Polens und der Tschechoslowakei (= Wirtschafts- und sozialwissenschaftliche Ostmitteleuropa-Studien, Bd. 2). Johann-Gottfried-Herder-Institut, Marburg 1981, ISBN 3-87969-166-5.
- Germanisierung oder Seelsorge? Zur Tätigkeit reichsdeutscher Priester in den dem Deutschen Reich eingegliederten Gebieten Polens 1939–1945. (= Zeitschrift für Ostforschung, Bd. 30). 1981, S. 40–74.
- Kardinal Hlond und das schwierige deutsch-polnische Verhältnis. Zu den Anfängen von Franz Scholz (= Zeitschrift für Geschichte und Altertumskunde Ermlands, Bd. 45). 1989, S. 140–164.
- Weißrussen und Ukrainer in Polen 1989/90 (= Dokumentation Ostmitteleuropa, Bd. 17). Johann-Gottfried-Herder-Institut, Marburg 1991, S. 1–50.
- als Hrsg.: Henryk Żochowski: Die Seelsorge im Ermland unter Bischof Christoph Andreas Johann Szembek 1724–1740 (= Zeitschrift für die Geschichte und Altertumskunde Ermlands, Beiheft). Selbstverlag des Historischen Vereins für Ermland, Münster (Westfalen) 1993.
- Giese, Tiedemann Bartholomäus (seit 1519) (1480–1550). In: Erwin Gatz (Hrsg.): Die Bischöfe des Heiligen Römischen Reiches 1448 bis 1648. Ein biographisches Lexikon. Duncker und Humblot, Berlin 1996, ISBN 3-428-08422-5, S. 227–229.
- als Hrsg.: Deutsche Geschichte und Kultur im heutigen Polen. Fragen der Gegenstandsbestimmung und Methodologie. Herder-Institut, Marburg 1997, ISBN 3-87969-255-6.
- als Hrsg.: Katholische Kirche unter nationalsozialistischer und kommunistischer Diktatur – Deutschland und Polen 1939–1989 (= Forschungen und Quellen zur Kirchen- und Kulturgeschichte Ostdeutschlands, Bd. 32). Böhlau, Köln 2001, ISBN 3-412-11800-1.
- mit Ursula Fox, Robert Traba: Nachkriegsalltag in Ostpreußen. Erinnerungen von Deutschen, Polen und Ukrainern. Aschendorff, Münster 2004, ISBN 3-402-00540-9.
  - polnische Ausgabe: Codzienność zapamiętana. Warmia i Mazury we wspomnieniach. Stiftung Borussia, Olsztyn 2004, ISBN 83-89233-11-8.
- Universalkirche und kirchlicher Partikularismus in Ostmitteleuropa. Die exemten Bistümer. In: Dietmar Willoweit, Hans Lemberg: Reiche und Territorien in Ostmitteleuropa. Historische Beziehungen und politische Herrschaftslegitimation. Oldenbourg, München 2006, ISBN 978-3-486-57839-3, S. 209–226.
- mit Bernhart Jähnig: Stanislaus Hosius. Sein Wirken als Humanist, Theologe und Mann der Kirche in Europa. Aschendorff, Münster 2007, ISBN 978-3-402-15705-3.
- Der Apostolische Administrator Maximilian Kaller und die polnische Minderheit in der Grenzmark Posen-Westpreußen. In: Zeitschrift für die Geschichte und Altertumskunde Ermlands, Bd. 53 (2009), S. 35–76.
- mit Thomas Flammer (Hrsg.): Maximilian Kaller – Bischof der wandernden Kirche. Flucht und Vertreibung – Integration – Brückenbau (= Zeitschrift für die Geschichte und Altertumskunde Ermlands, Beiheft 20). Aschendorff, Münster 2012, ISBN 978-3-402-15711-4.
- mit Rainer Bendel: Bischof Maximilian Kaller (1880–1947). Aschendorff, Münster 2017, ISBN 978-3-402-13260-9.